# Вениамин Константинополски
Вениамин (на гръцки: Βενιαμίν) е православен духовник, вселенски патриарх от 1936 до 1946 година.

## Биография
Роден е в 1871 година със светската фамилия Псомас (Ψωμάς) или Киряку (Κυριακού) в село Зейтинли (Елеонас) край Едремит (Адрамитио) в семейството на родители от Лесбос. Ръкоположен е за дякон в 1888 година от митрополит Агатагел Ефески. Завършва богословското училище на Халки в 1896 година. На 27 юни 1899 година е назначен за трети патриаршески дякон, на 16 ноември 1903 година е повишен във втори, а на 11 май 1905 година става великия архидякон и е ръкоположен от патриарх Йоаким III Константинополски на 15 май 1903 година. В 1908 година е ръкоположен за презвитер от патриарх Йоаким III и е назначен за велик протосингел. На 30 януари 1912 година е ръкоположен за родоски митрополит в патриаршеската църква „Свети Георги“ във Фенер. Ръкополагането е извършено от патриарх Йоаким III, в съслужение с митрополитите Кирил Митилински, Филарет Димотишки, Константин Самоски, Дионисий Силиврийски, Антим Визенски, Генадий Лемноски, Партений Дебърски, Лаврентий Халдийски и Теоклит Кринийски. На 11 юни 1913 година е избран за силиврийски митрополит, а на 10 септември 1913 година за пловдивски митрополит в България, но не заема катедрата заради Първата световна война и живее в Цариград. На 21 юли 1925 година е избран за никейски митрополит, а на 21 октомври 1933 година - за ираклийски митрополит. На 18 януари 1936 година е избран за вселенски патриарх.
Умира в Истанбул на 17 февруари 1946 година.